# Canthium oliganthum
Canthium oliganthum är en måreväxtart som först beskrevs av Friedrich Anton Wilhelm Miquel, och fick sitt nu gällande namn av Jacob Gijsbert Boerlage. Canthium oliganthum ingår i släktet Canthium och familjen måreväxter. Inga underarter finns listade i Catalogue of Life.